# Helen Mack Chang
Helen Mack Chang (19 de janeiro de 1952) é uma empresária guatemalteca e ativista dos direitos humanos. Ela tornou-se uma defensora dos direitos humanos depois que sua irmã, a antropóloga Myrna Mack, foi assassinada por militares da Guatemala em 11 de setembro de 1990.
Em 1993, Helen Mack fundou e tornou-se diretora-executiva da Fundação Myrna Mack, na Cidade da Guatemala. Além de buscar justiça para Myrna Mack, em cortes nacionais e internacionais, a Fundação se envolve em uma série de outras atividades e programas, que visam promover os direitos humanos na Guatemala.

## Prêmios
- 2005: Prêmio da Universidade de Notre Dame, pelo distinto serviço público prestado à América Latina.
- 1992: Prêmio Right Livelihood, "por sua coragem pessoal e persistência na busca por justiça e o fim da impunidade de assassinos políticos".